# Анелия Петрунова
Анелия Георгиева Петрунова е български филолог и преводач от шведски език. Известна е с множеството си преводи на произведения от детската писателка Туве Янсон.

## Биография
Петрунова е родена през 1977 г. в София. Завършва Софийски университет „Свети Климент Охридски“, специалности „скандинавистика“ и „английска филология“. Няколко години преподава шведски език в катедра „Германистика и скандинавистика“, а от 2001 г. професионално се ориентира основно към преводите. През 2007 г. започва да се занимава с превод на художествена литература.
Анелия Петрунова е превела повечето книги на шведскоезичната финландска авторка Туве Янсон, които са излизали на български:
- Детски книги от поредицата за Муминтролите, ИК „Дамян Яков“:
  - „Татко Мумин и морето“, 2007;
  - „Цилиндърът на магьосника“, 2007;
  - „Омагьосана зима“, 2008;
  - „Кометата идва“, 2009;
  - „Тайнството на юни“, 2009;
- Романът „Лятна книга“, ИК „Дамян Яков“, 2012
- Комикси на Туве Янсон;
- Проза за възрастни:
  - „Пътуване с лек багаж“, поредица „Кратки разкази завинаги“, ИК „Жанет 45“, 2012;
  - „Куклената къща“, поредица „Кратки разкази завинаги“, ИК „Жанет 45“, 2014
  - „Дъщерята на скулптора“, поредица „Кратки разкази завинаги“, ИК „Жанет 45“, 2015;

Отново нейно дело е преводът на биографичната книга „Туве Янсон. Думи, образи, живот“ с автор Буел Вестин, както и на автобиографията на Янсон, „Дъщерята на скулптора“, под формата на сборник от 19 разказа.
За първи път на български в превод на Анелия Петрунова излизат и два романа, получили голямата награда за шведска художествена литература „Аугуст“ – „Априлската вещица“ на Майгул Акселсон (награда „Аугуст“ за 1999 г.) и „Ще се удавят в сълзите на майките си“ на Юханес Анюру (награда „Аугуст“ за 2017 г.).
Тя е преводач и на „Убийства в Шведската академия“ (Мартин Олчак), „Кажи, че си моя“ (Елисабет Нуребек), „Самотна пеперуда“ и „Миналото не забравя“ (Габриела Улберг Вестин), разказът „Святата нощ“ (Селма Лагерльоф), „Почти нормално семейство“ (Матиас Едвардсон), „Осемнайсет“ (Антон Берг), комикс-книгата „Плодът на познанието“ (Лив Стрьомквист). Автор на превода от английски на книгата на американската авторка Сара Балантайн „Автоимунен палео протокол“. От испански език е превела „Вечните приказки“.
През април 2020 г. в превод на Анелия Петрунова излезе дебютният роман на венецуелската писателка Карина Сайнс Борго „Нощ в Каракас“.

### Награди
За преводите на книги за деца от Туве Янсон през 2013 г. Анелия Петрунова получава наградата на СПБ за най-добър превод на проза в областта на художествената литература.